# Leopold Sonnemann

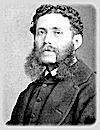
Leopold Sonnemann.

Leopold Sonnemann, född 29 oktober 1831 i Höchberg utanför Würzburg, Tyskland, död 30 oktober 1909 i Frankfurt am Main, var en tysk tidningsman och politiker av judisk börd.
I Frankfurt am Main ägnade han sig åt affärsverksamhet och startade 1856 Frankfurter Zeitung, då under namnet "Frankfurter Handelszeitung". Från 1867 var han ensam ägare av tidningen. Sonnemann tillhörde på 1860-talet den sydtyska demokratins federalistiska riktning och bekämpade i sin tidning Otto von Bismarcks preussiska politik, ej minst den fria riksstaden Frankfurts införlivande med Preussen (1866). 
Sonnemann var en av de ledande männen inom Deutsche Volkspartei, vilket han representerade för sin hemstad i tyska riksdagen 1871–77 och 1878–84. År 1871 riktade han i riksdagen mot att införliva Elsass-Lothringen med Tyska riket utan att höra dessa landsdelars befolkning. Sina liberala idéer på det ekonomiska området förfäktade Sonnemann ofta i riksdagsdebatterna, särskilt om myntfot och bankfrågor, samt i sin tidning, vilken hade starkt inflytande på tyska affärsvärlden. 
Sonnemann var sedan 1868 ledamot och under ett par årtionden ordförande i Frankfurts stadsfullmäktige och inlade som stadens ledande kommunalman stora förtjänster, särskilt om stadens hälsovården. Till hans 70-årsdag utgavs på Deutsche Volksparteis vägnar av A. Giesen som festskrift Sonnemanns samlade tal i riksdagen, "12 Jahre im Reichstag, Reichstagsreden 1871–76 und 1878–84" (1901).